# Прімера (хокей) 2015—2016
Прімера 2015—2016 — 44-й розіграш чемпіонату Прімери. Регулярний чемпіонат стартував 19 вересня 2015 року. У сезоні 2015—16 брали участь п'ять клубів.

## Регулярний сезон
| М  | Команда         | І  | В | ВО | ПО | П  | Ш     | О  |
| -- | --------------- | -- | - | -- | -- | -- | ----- | -- |
| 1. | «Чурі Урдін»    | 12 | 9 | 2  | 0  | 1  | 65:31 | 31 |
| 2. | «Хака»          | 12 | 8 | 1  | 1  | 2  | 60:36 | 27 |
| 3. | «Барселона»     | 12 | 5 | 1  | 1  | 5  | 51:47 | 18 |
| 4. | ХК «Махадаонда» | 12 | 3 | 0  | 2  | 7  | 51:59 | 11 |
| 5. | «Пучсарда»      | 12 | 1 | 0  | 0  | 11 | 36:90 | 3  |

Джерело: fedhielo

Скорочення: М = підсумкове місце, І = ігри, В = перемоги, ВО = перемога в овертаймі або по булітах, ПО = поразки в овертаймі або по булітах, П = поразки, Ш = закинуті та пропущені шайби, О = набрані очки

## Плей-оф

### Півфінали
|              |   |                 | Серія | 1                   | 2                   | 3                   |
| ------------ | - | --------------- | ----- | ------------------- | ------------------- | ------------------- |
| «Чурі Урдін» | – | ХК «Махадаонда» | 3:0   | 4:2 (3:1, 0:0, 1:1) | 6:1 (2:1, 1:0, 3:0) | 7:4 (2:2, 2:0, 3:2) |
| «Хака»       | – | «Барселона»     | 3:0   | 4:1 (0:0, 2:0, 2:1) | 4:2 (2:0, 2:0, 0:2) | 3:2 (0:0, 1:1, 2:1) |

### Фінал
|              |   |        | Серія | 1                           | 2                   | 3                           | 4                           | 5                   |
| ------------ | - | ------ | ----- | --------------------------- | ------------------- | --------------------------- | --------------------------- | ------------------- |
| «Чурі Урдін» | – | «Хака» | 2:3   | 4:3 ОТ (2:2, 1:0, 0:1, 1:0) | 3:6 (0:3, 1:1, 2:2) | 3:4 ОТ (0:3, 3:0, 0:0, 0:1) | 2:1 ОТ (0:0, 1:1, 0:0, 1:0) | 2:6 (1:3, 1:1, 0:2) |